# IC 1616
IC 1616 је спирална галаксија у сазвјежђу Вајар која се налази на листи објеката дубоког неба у Индекс каталогу.
Деклинација објекта је - 27° 25' 44" а ректасцензија 1h 4m 56,1s. Привидна величина (магнитуда) објекта IC 1616 износи 12,5 а фотографска магнитуда 13,3. IC 1616 је још познат и под ознакама ESO 412-4, MCG -5-3-22, AM 0102-274, IRAS 01025-2741, PGC 3846.